# Озаричи (Гомельская область)
Оза́ричи (бел. Азарычы) — городской посёлок в Калинковичском районе Гомельской области Беларуси. Административный центр Озаричского сельсовета.
Численность населения — 1 222 человек (на 1 января 2025 года).

## География

### Расположение
Расположен в 42 км на север от города Калинковичи, в 22 км от железнодорожной станции Холодники (на линии Жлобин — Калинковичи) и в 164 км от Гомеля.

### Гидрография
На реке Виша (приток реки Ипа).

## Транспортная сеть
Автодорога связывает Озаричи с Калинковичами, Бобруйском, Октябрьским. Планировка состоит из 2 криволинейных улиц меридиональной ориентации, к которым с запада присоединяется сеть прямолинейных улиц. На юге обособленный участок застройки. Для переселенцев из загрязненных радиацией после катастрофы на Чернобыльской АЭС мест в 1990–1991 годах построены кирпичные дома для 148 семей.

## Геральдика
Герб и флаг утверждены решением Калинковичского районного Совета депутатов от 27 марта 2001 года № 60. Зарегистрированы в Гербовом матрикуле  Республики Беларусь 28 ноября 2001 года № 71.

## История

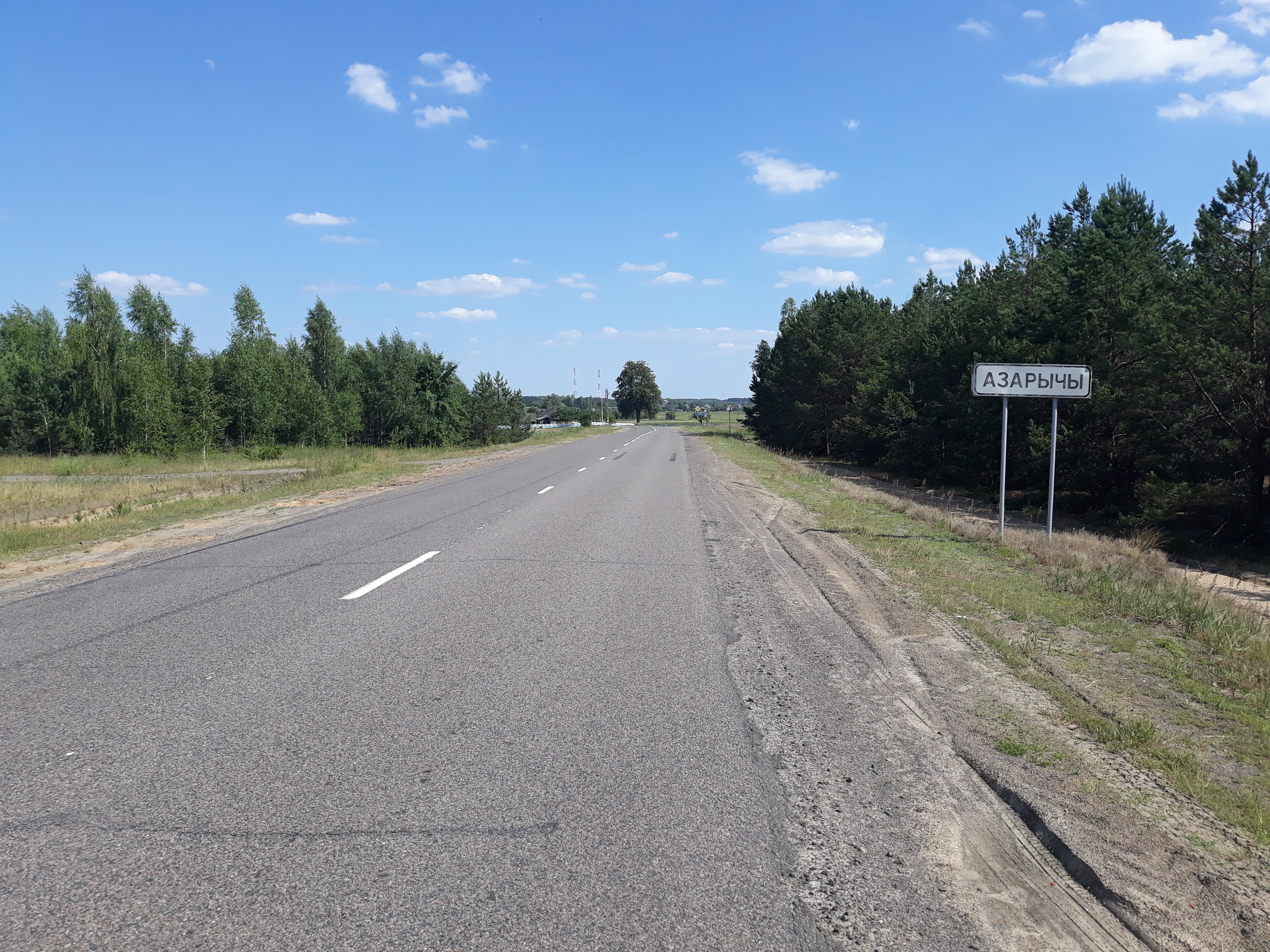

По письменным источникам известна с XVI века как деревня в Мозырском повете Минского воеводства Великого княжества Литовского, великокняжеская собственность. Название связано с христианским именем Азарий (Азар), имеющим древнееврейское происхождение и означающим «бог помог». Подданные Азара (Азария) назывались азаричами, соответственно и место из поселения получило такое же наименование. В 1559 году упоминается в материалах ревизии пущ и звериных переходов. В 1762 году владелец местечка Царинский построил здесь деревянную Петропавловскую церковь. Польский король Станислав Август Понятовский в 1786 году придал Озаричам статус местечка и разрешил проведение двух ежегодных ярмарок.
После Второго раздела Речи Посполитой (1793 год) в составе Российской империи. Император Павел I в 1799 году пожаловал староство Озаричское со всеми деревнями, тайному советнику С. Л. Лашкарёву. Во время Отечественной войны 1812 года французские фуражиры в июле 1812 года ограбили деревню. Помещик Н. Г. Лашкарёв владел здесь в 1862 году 1200 десятинами земли, водяной мельницей (с 1859 года), трактиром. В 1869 году открыто народное училище (в 1889 году 69 учеников). В скором времени была открыта гимназия, для которой в 1912 году построено собственное здание. Помещик Доценко владел здесь 628 десятинами земли и водяной мельницей. Через Озаричи проходила военно-коммуникационная дорога. В 1885 году центр волости Бобруйского уезда, в которую входили 16 селений с 319 дворами. Большой вред местечку наносили пожары. 24 апреля 1881 года пожар уничтожил 21 двор, а 2 августа 1899 года 39 дворов. Согласно переписи 1897 года действовали церковь, два еврейских молитвенных дома, народное училище, восемь лавок, аптека, трактир, приёмный покой. В 1899 году построено деревянное здание Воскресенской церкви. В 1913 году открыты больница и телефонный узел, имелось почтовое отделение. Последним владельцем имения «Озаричи» стал член Государственного совета Г. А. Лашкарев. В июне 1915 года новобранцы вместе из прибывшими на ярмарку крестьянами разгромили несколько лавок и магазинов.
Около местечка в 1920 году действовал партизанский отряд (до 500 человек), который сражался против польских войск. 3 июля 1920 года польские войска были выбиты частями Красной армии. На базе народного училища и гимназии в 1923 года создана семилетняя школа.
С 20 августа 1924 года до 17 ноября 1959 года центр Озаричского сельсовета, с 25 июля 1931 года Мозырского, с 12 февраля 1935 года Домановичского района Мозырского (до 26 июля 1930 года и с 21 июня 1935 года по 20 февраля 1938 года) округа, с 20 февраля 1938 года Полесской, с 8 января 1954 года Гомельской областей. С 15 июля 1935 года по 27 сентября 1938 года местечко, затем деревня, с 17 июля 1924 года до 8 июля 1931 года центр Озаричского района.
В 1929 году организован колхоз «Красный Октябрь», работали два ремесленных товарищества (в 1926 году 99 человек), кузница, сапожнино-портняжная и мебельная (с 1929 года) мастерские, паровая мельница (с 1911 года).
Во время Великой Отечественной войны евреи деревни были согнаны в гетто и почти все убиты. 17 февраля 1942 года партизаны в результате трёхчасового боя разгромили вражеский гарнизон, созданный оккупантами в деревне. В январе 1944 года каратели сожгли 280 дворов убили 487 жителей.
В марте 1944 года неподалёку от деревень Озаричи, Дерть и Подосиновик оккупанты создали три концлагеря, куда под видом эвакуации было привезено более 50 тысяч человек из разных мест. Люди содержались под открытым небом, на огороженных колючей проволокой площадках. К освобождению осталось в живых 33 480 человек (в 1965 году здесь построен мемориальный комплекс).
Посёлок был освобождён 20 января 1944 года частями 65-й армии. В боях за Озаричи погибли 659 советских солдат (похоронены в братских могилах по ул. Самсоновой и Бобруйской). На фронте и в партизанской борьбе погибли 197 жителей.
С 17 ноября 1959 года городской посёлок.
В послевоенное время был центром Домановичского района.
С 20 января 1960 года в связи с упразднением Домановичского района в составе Калинковичского района.
Был упразднён Озаричский сельсовет, а населённые пункты этого сельсовета переданы в административное подчинение Озаричского поселкового Совета. В 1966 году к Озаричам присоединена деревня Холма. Центр совхоза «Озаричи». Действовали маслозавод, лесхоз, хлебопекарня, цех комбината бытового обслуживания, средняя школа, Дом культуры, библиотека, больница, детский сад, аптека, отделение связи.
В состав Озаричского поселкового Совета до 1966 года входил посёлок Тиховка (в настоящее время не существует).

## Население

### Численность
- 2025 год — 1 222 жителей[3]

### Динамика
- 1838 год — 64 двора.
- 1858 год — 700 жителей.
- 1866 год — 101 двор.
- 1897 год — 132 двора, 850 жителей (согласно переписи).
- 1908 год — 230 дворов, 2025 жителей.
- 1925 год — 136 дворов, 884 жителя.
- 1940 год — 357 дворов, 1265 жителей.
- 1959 год — 1799 жителей (согласно переписи).
- 2004 год — 1500 жителей.
- 2015 год — 1199 жителей[9].
- 2016 год — 1159 жителей[10].
- 2018 год — 359 наличных хозяйств, 1246 жителей[11].
- 2023 год — 1 143 жителей[12]
- 2025 год — 1 222 жителей[3]

## Культура
- Дом культуры
- Музей ГУО «Озаричская средняя школа»
- Мемориальный комплекс узникам Озаричского лагеря смерти» — филиал Калинковичского краеведческого музея

## Достопримечательность
- Свято-Петропавловская церковь
- Братская могила
- Мемориальный комплекс «Озаричи» —  Историко-культурная ценность Республики Беларусь, шифр 313Д000370. Расположен около дороги Р-34 «Осиповичи-Глуск-Озаричи». Воздвигнут на месте созданного оккупантами концентрационного лагеря.  Мемориальный комплекс, посвящён узникам Озаричского лагеря смерти, в котором содержалось 50 тысяч узников, из которых погибло более 20 тысяч человек.

### Памятник, скульптура
- Памятник В. И. Ленину

## Галерея

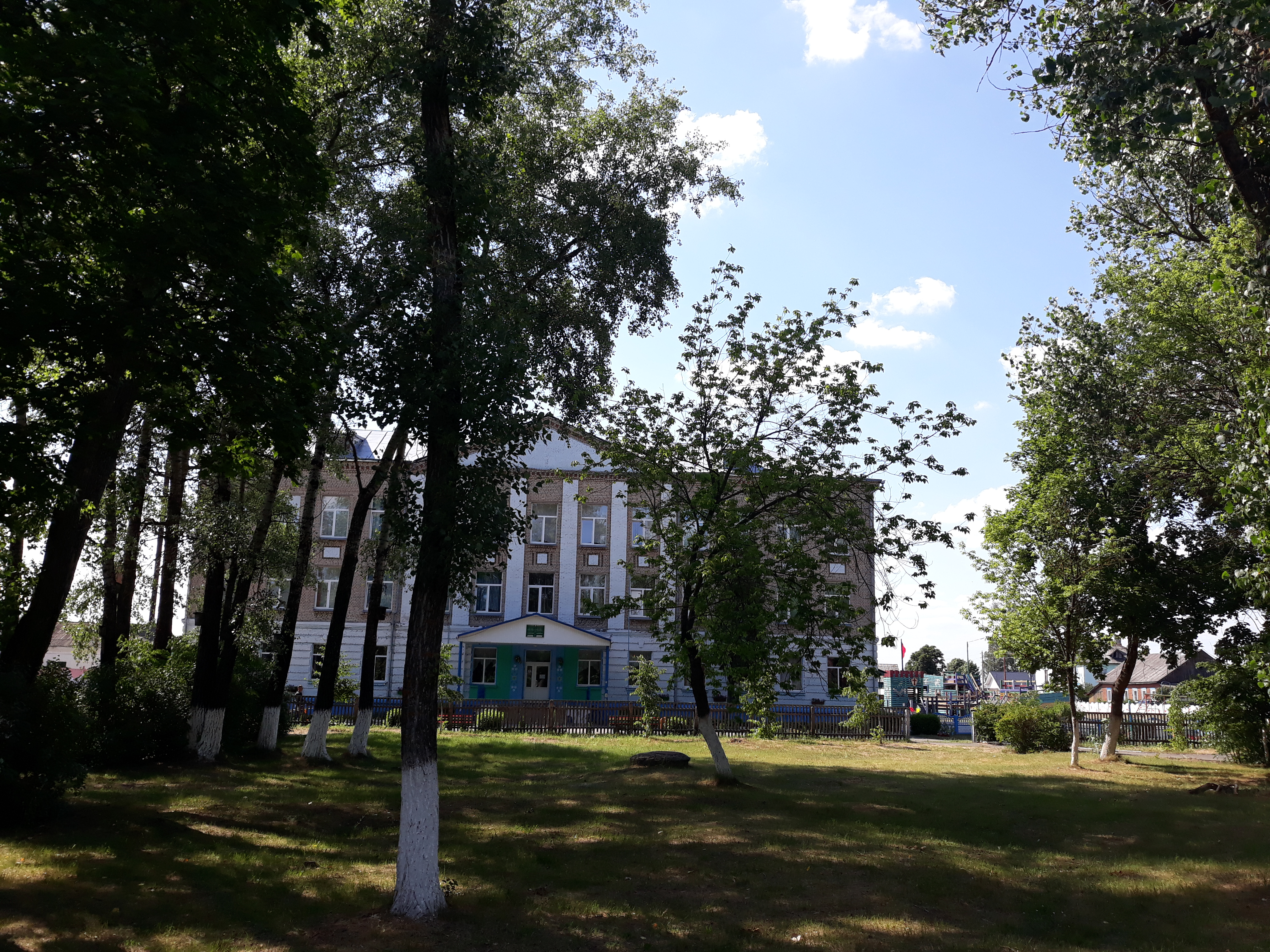
Школа
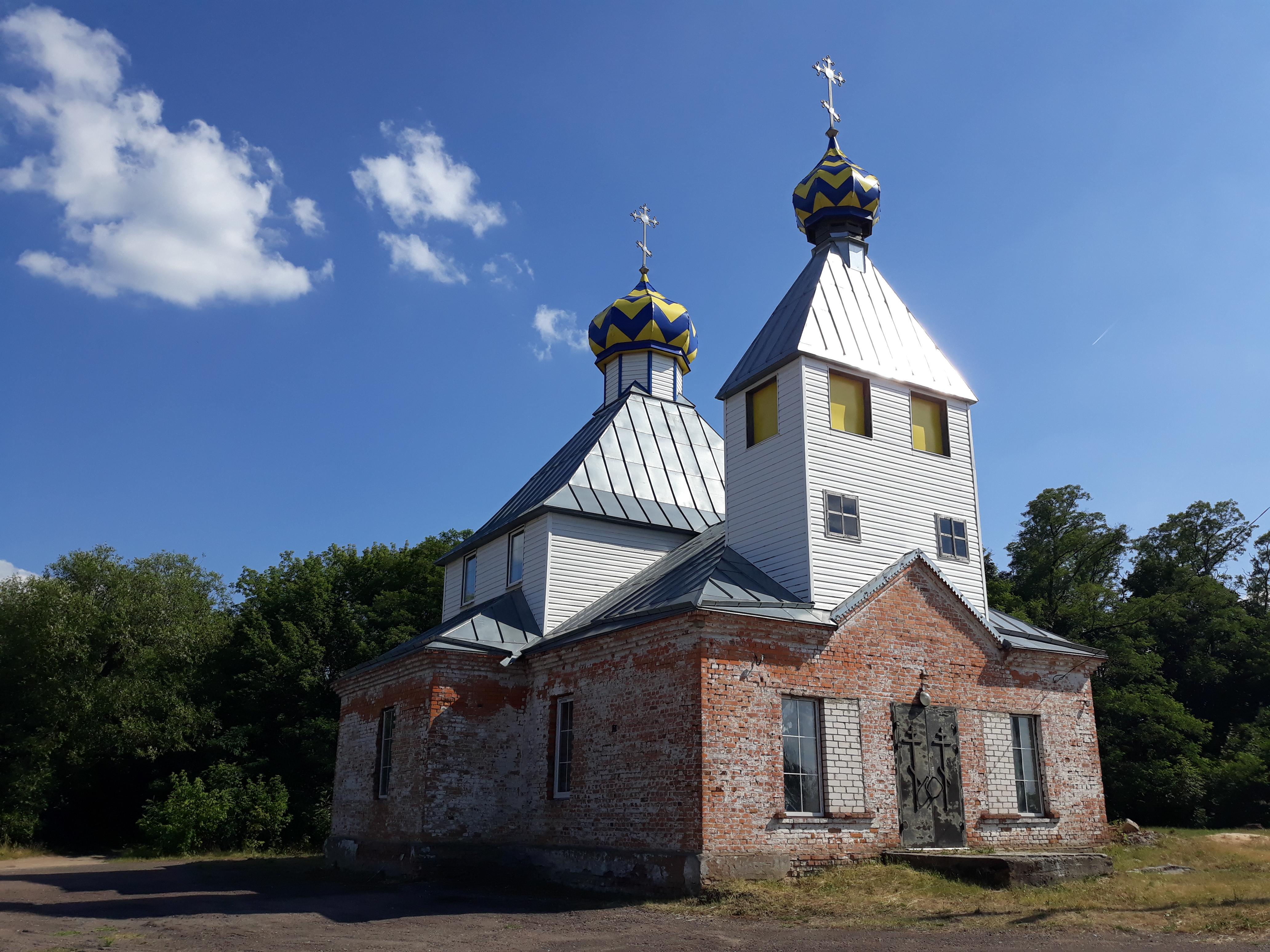
Свято-Петропавловская церковь
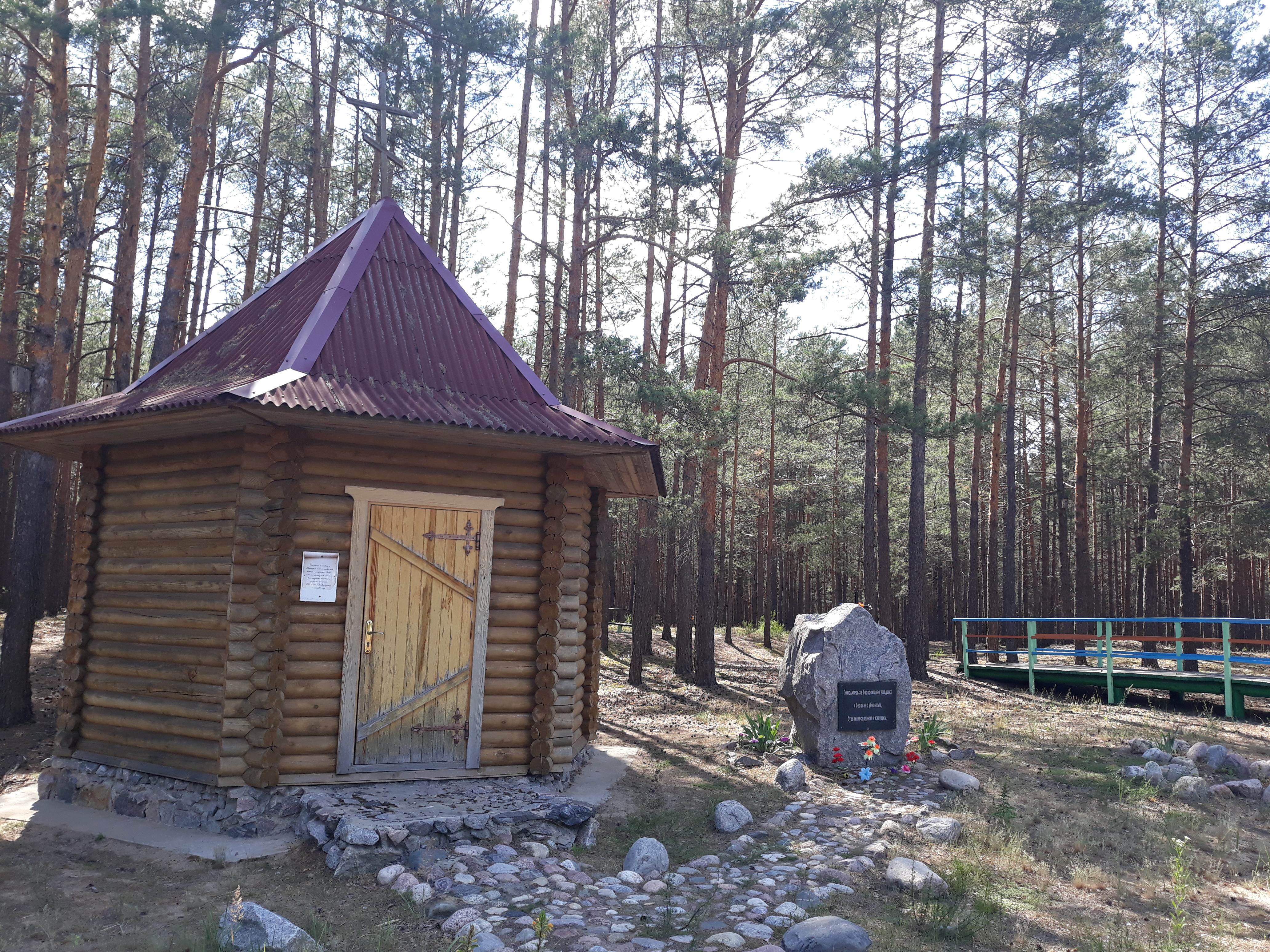
Часовня на территории Мемориального комплекса «Озаричи»
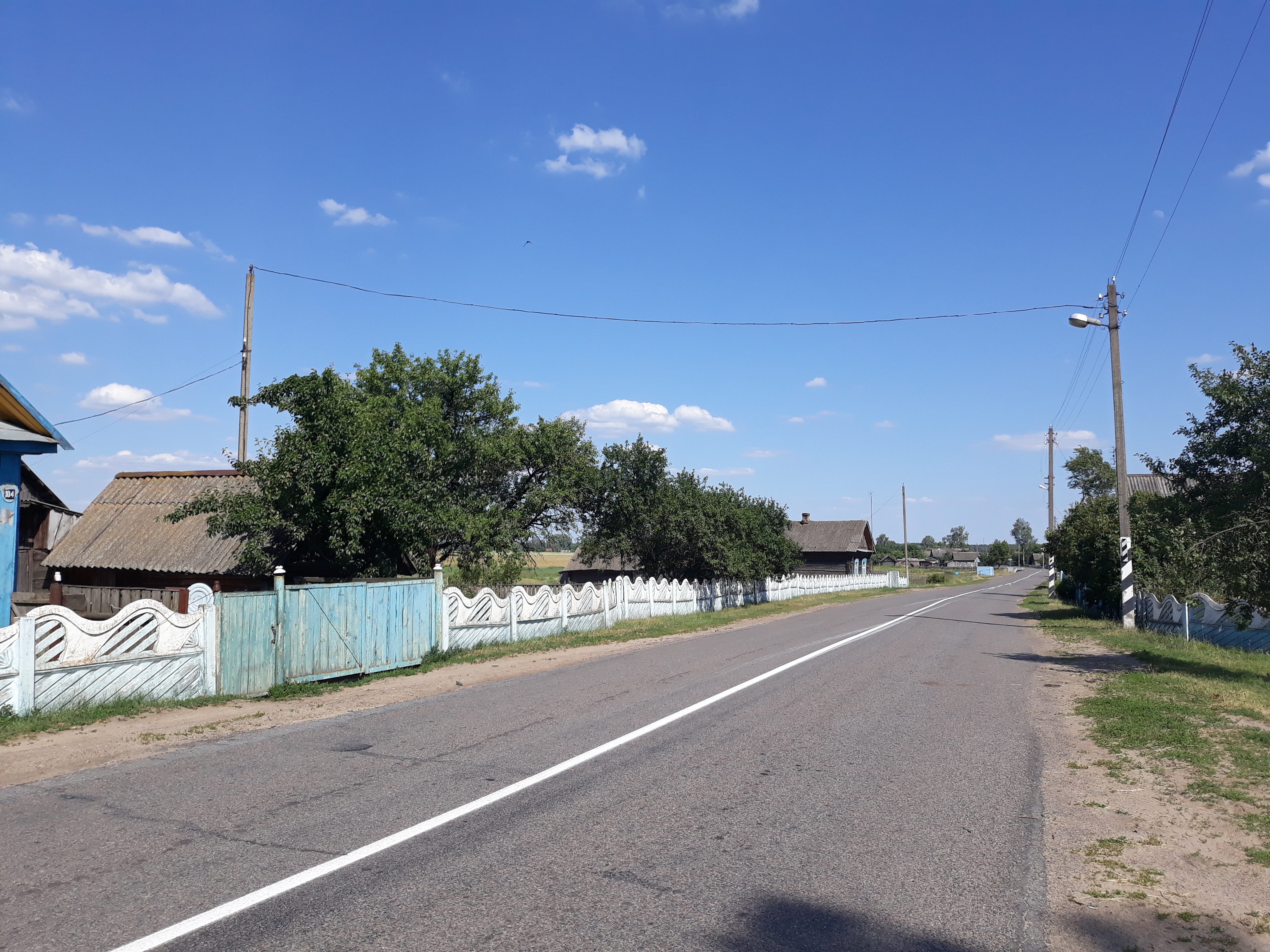
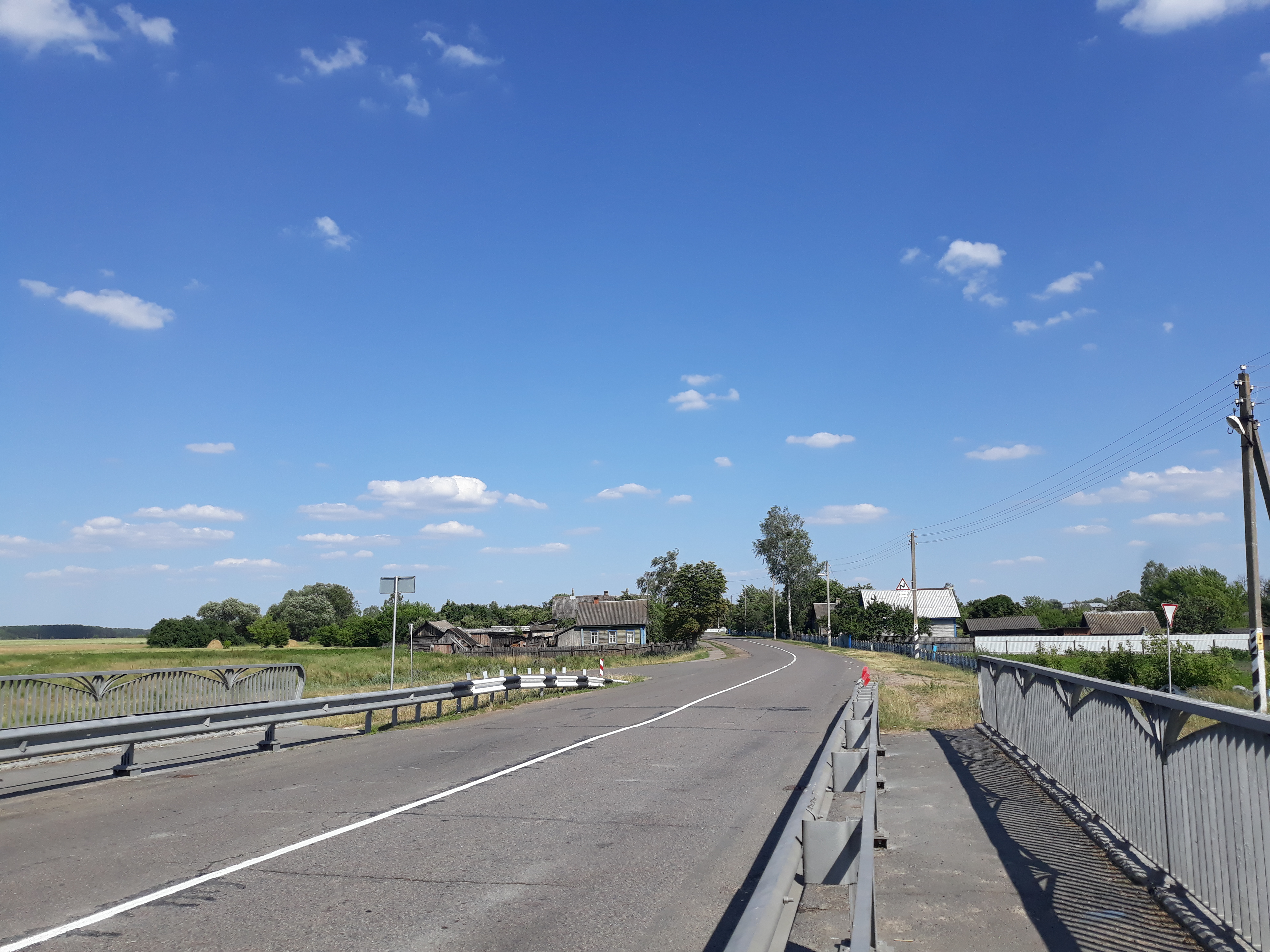
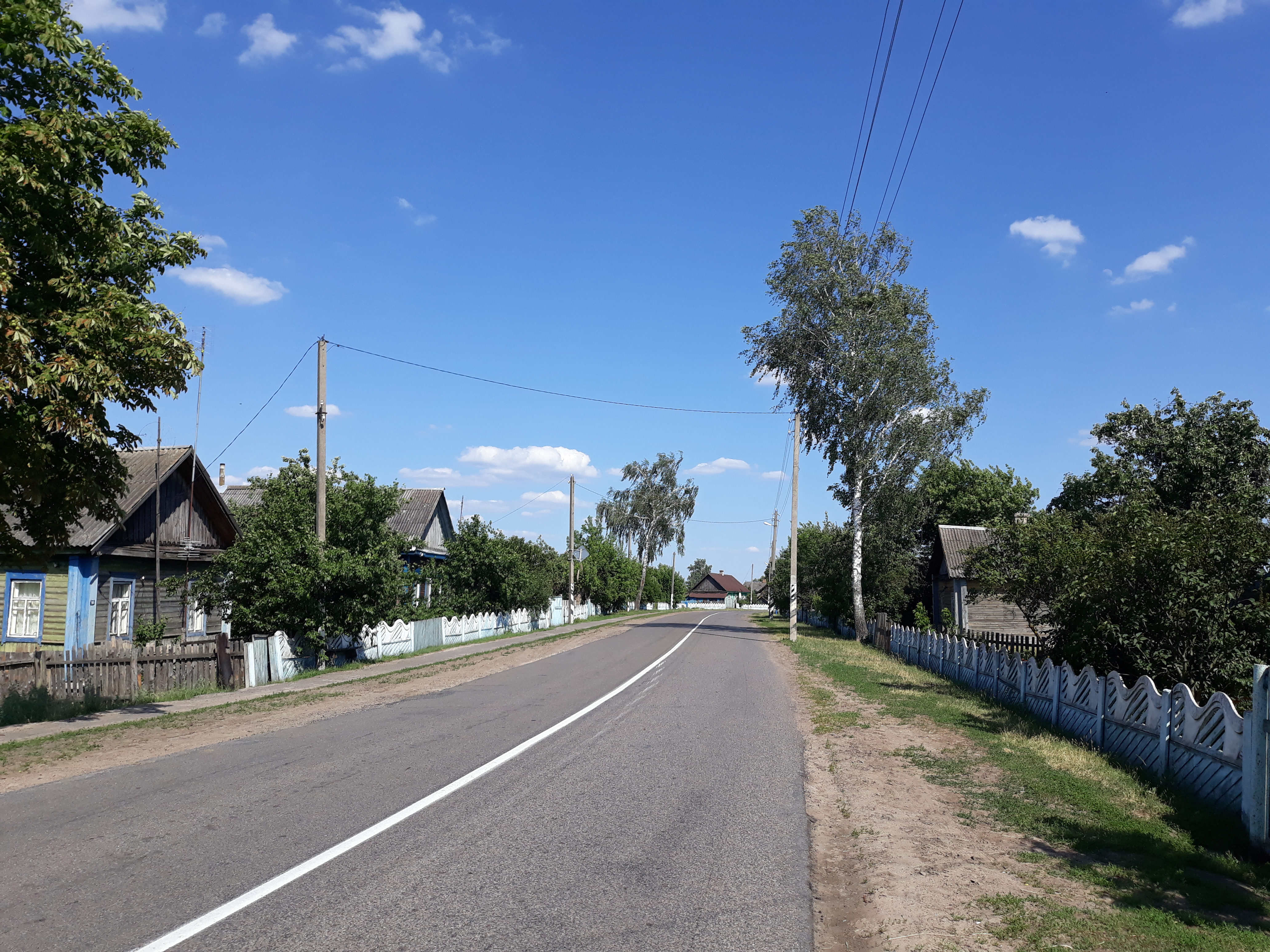
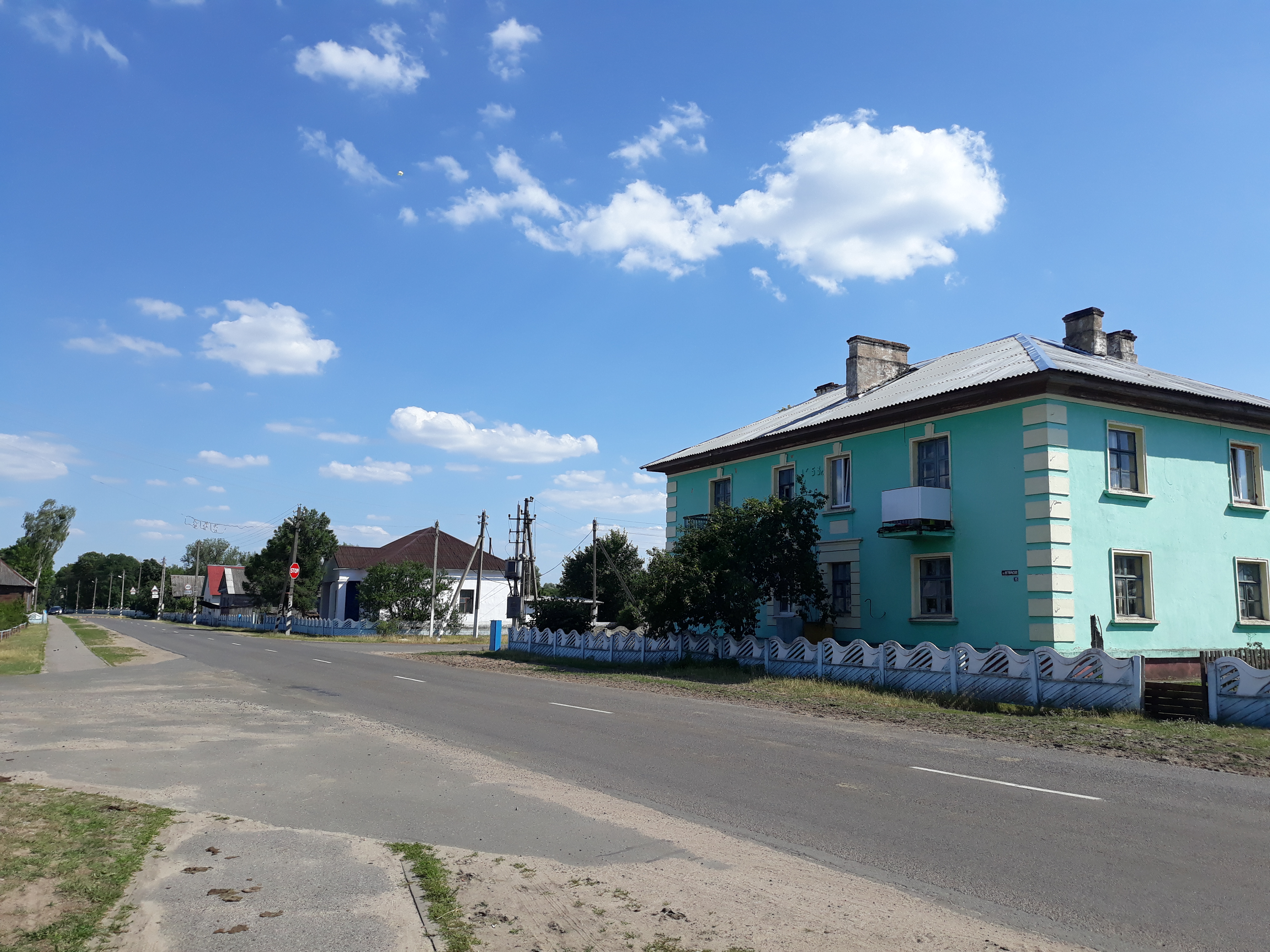
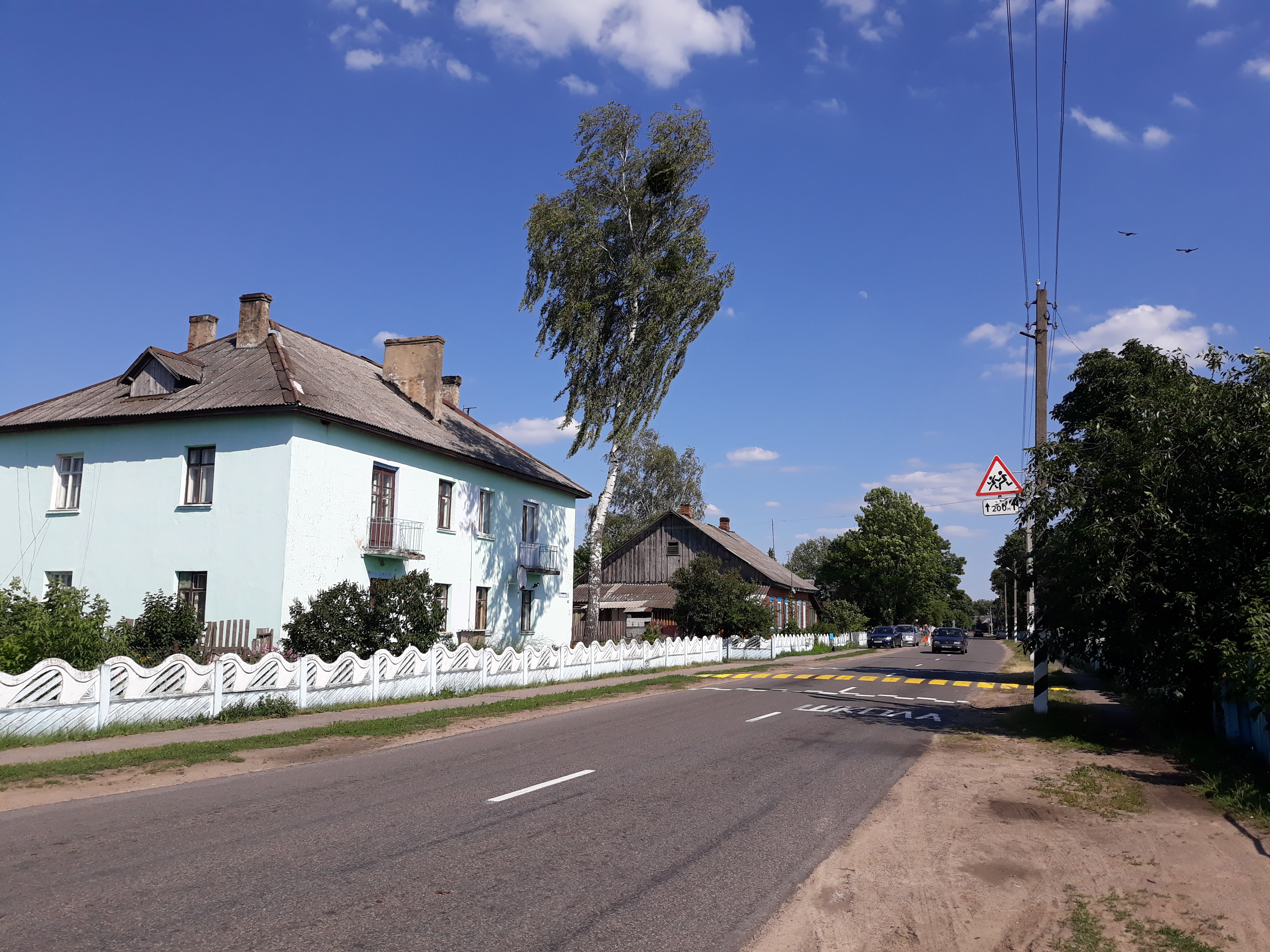
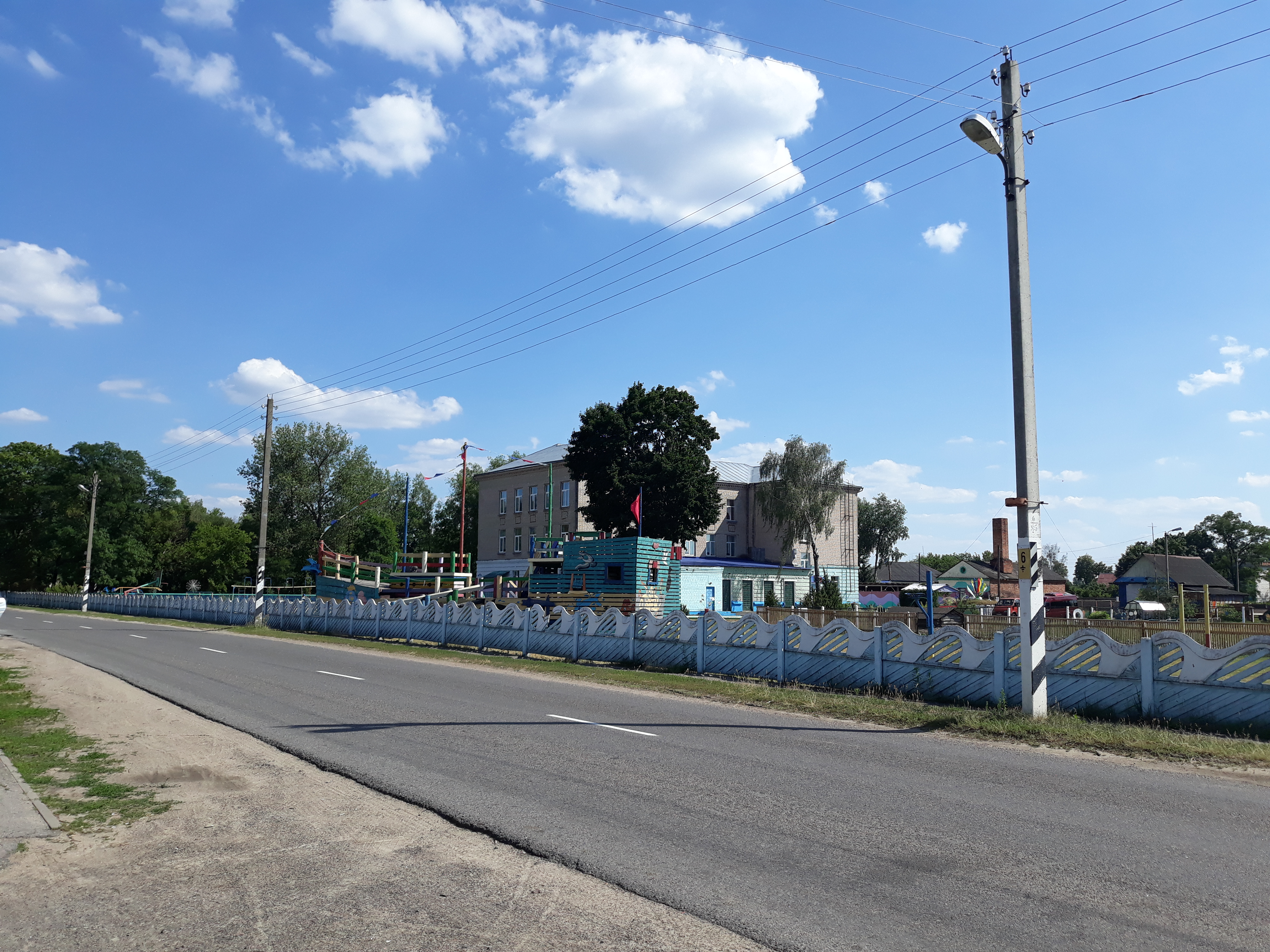
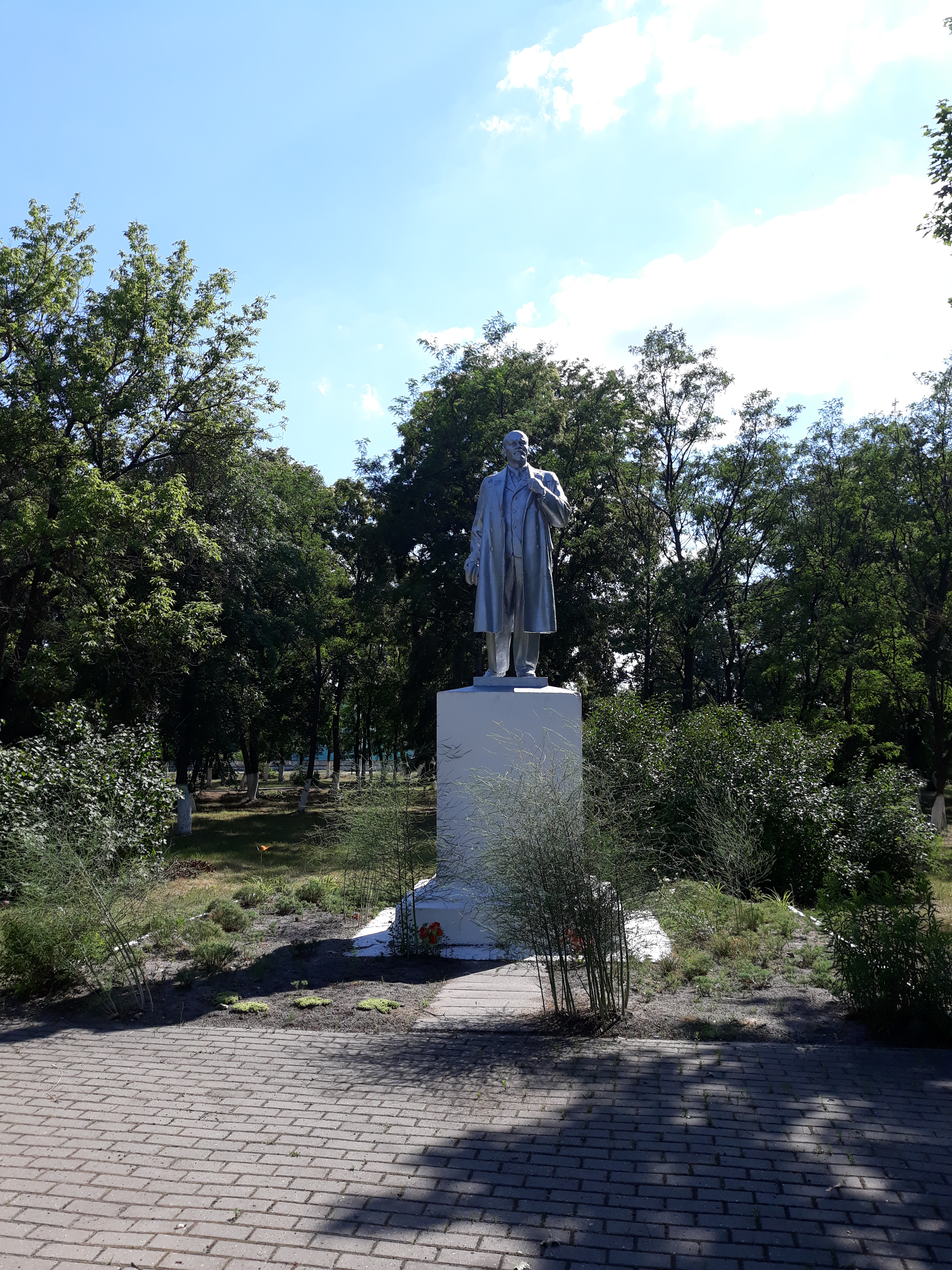
Памятник В. И. Ленину
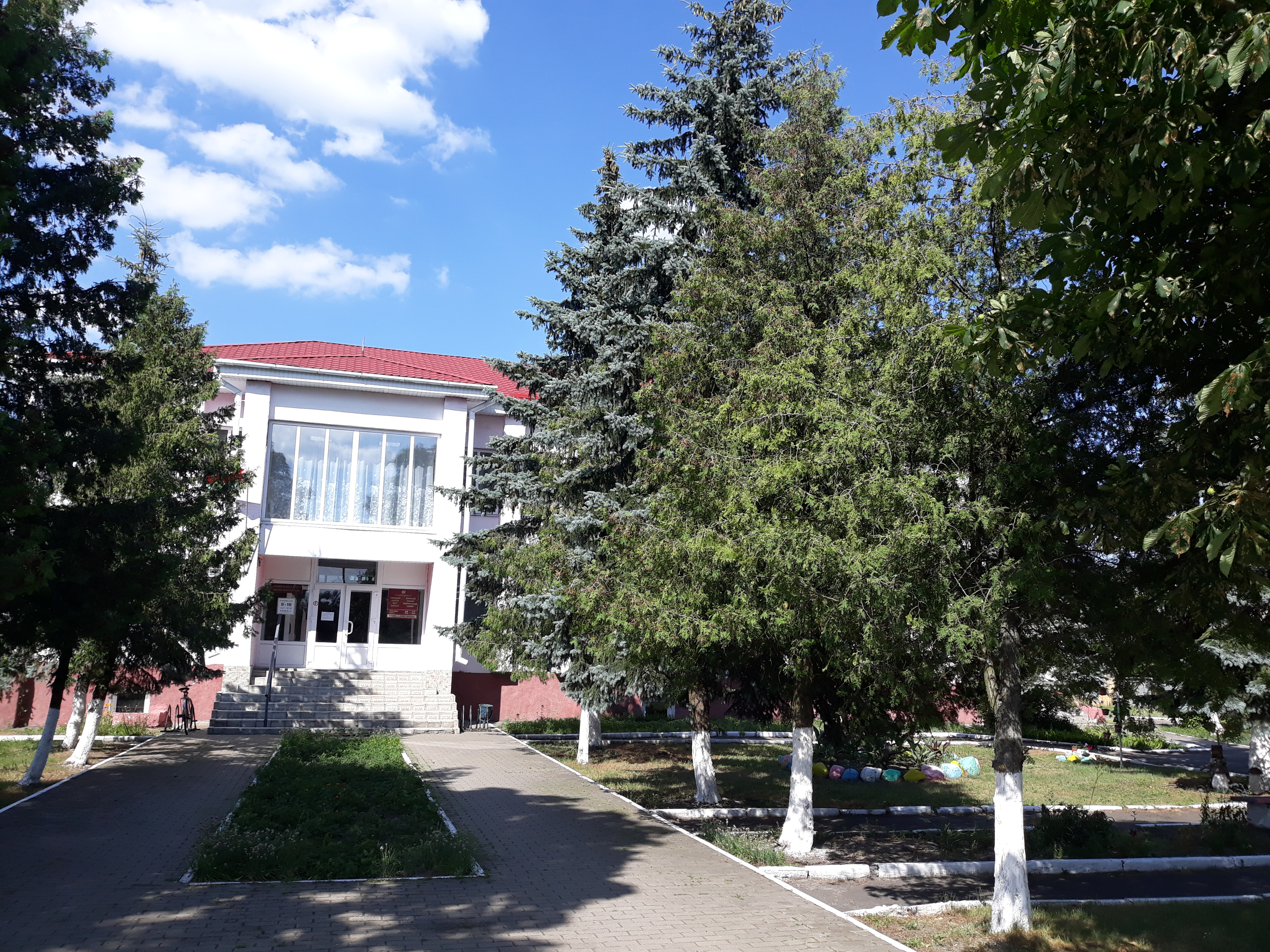
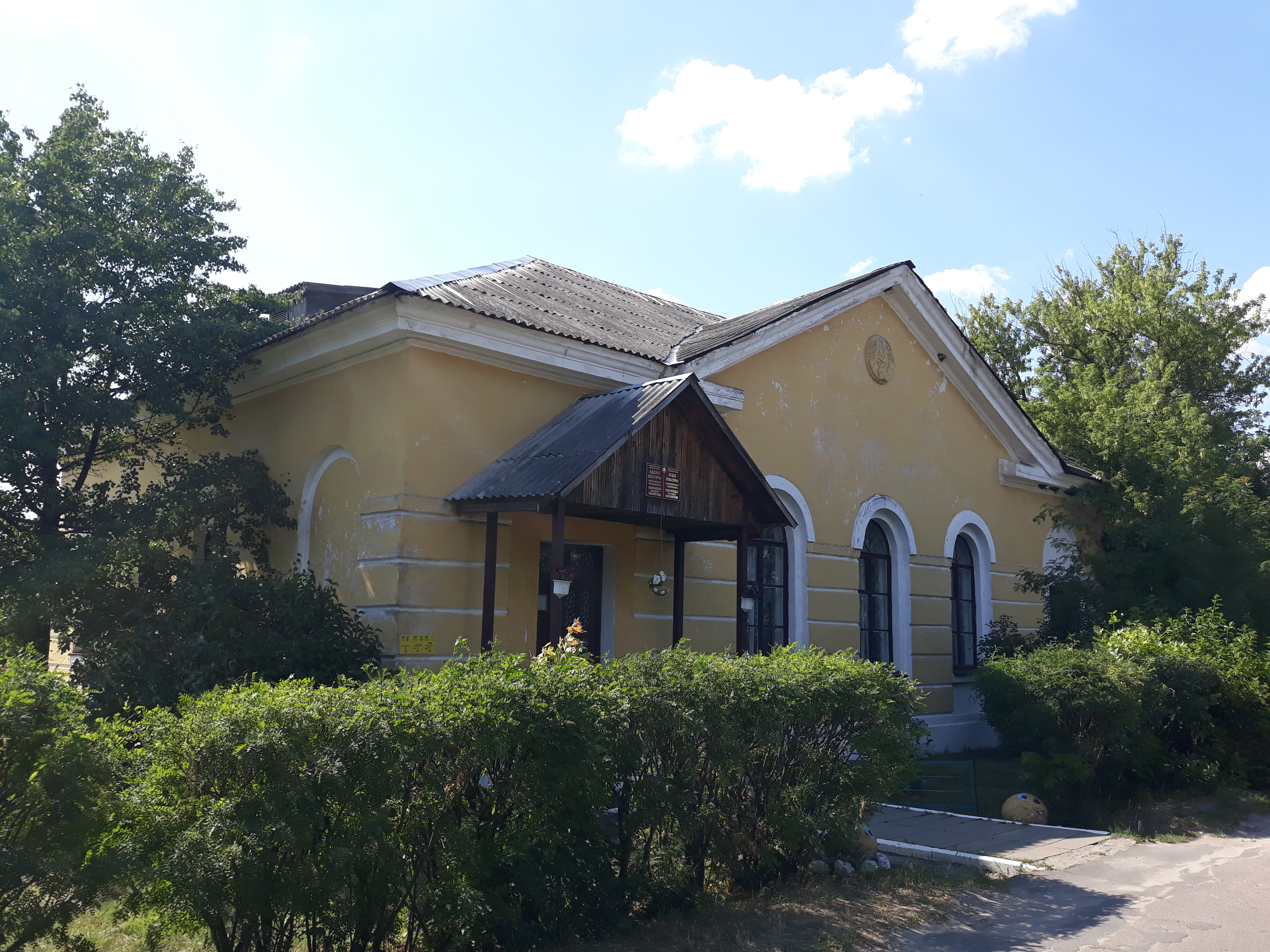
Библиотека
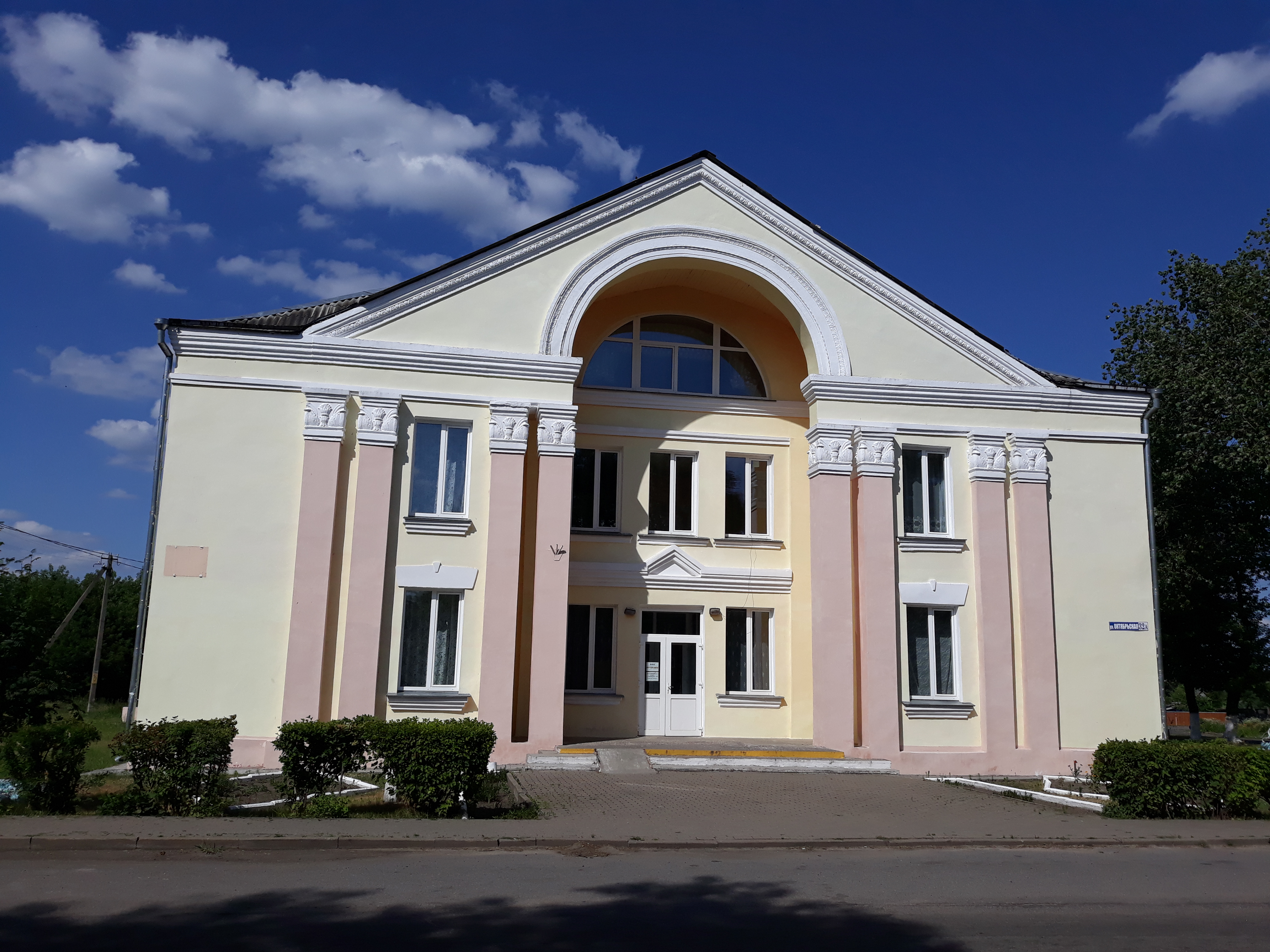
Дом культуры
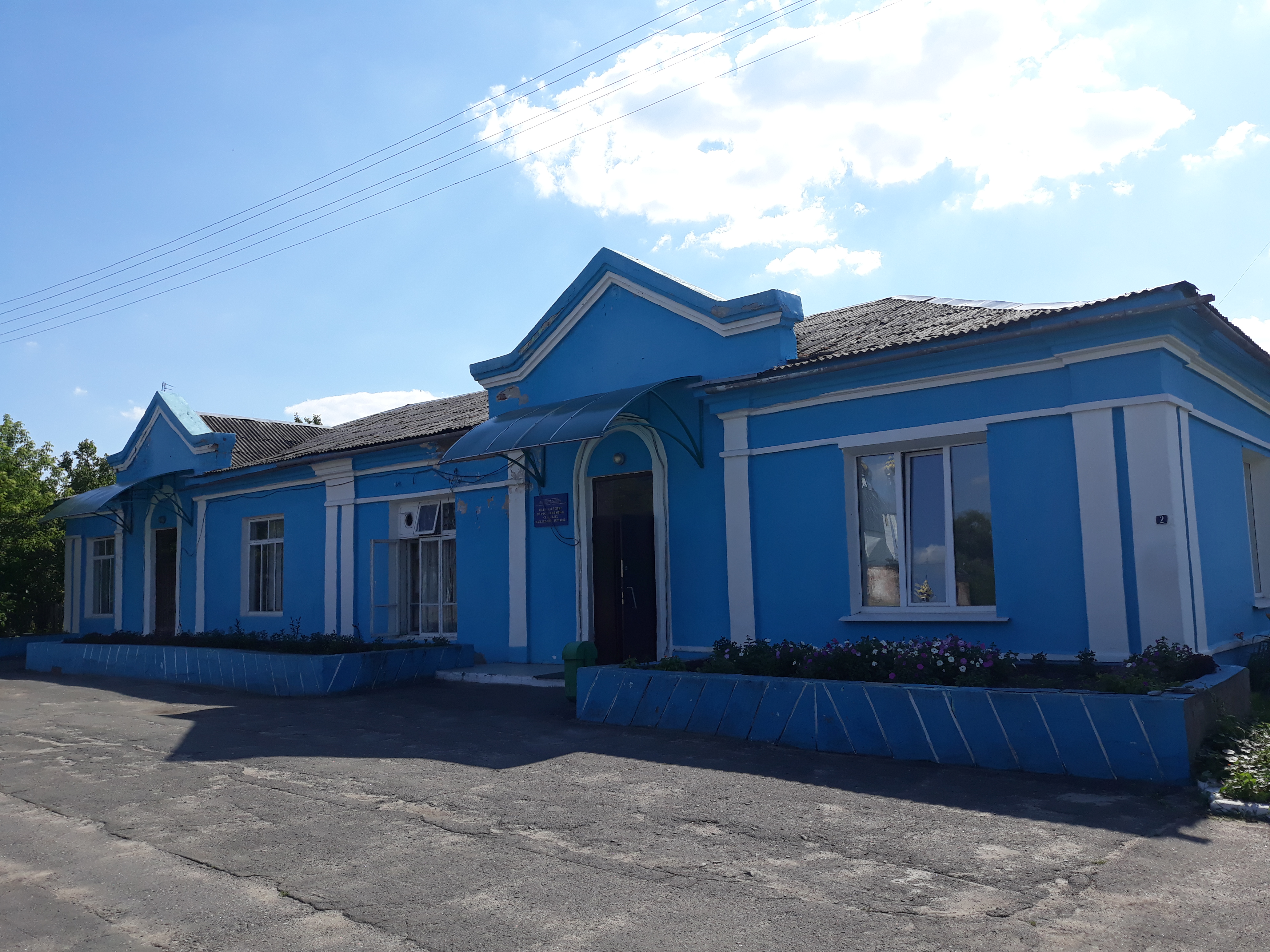
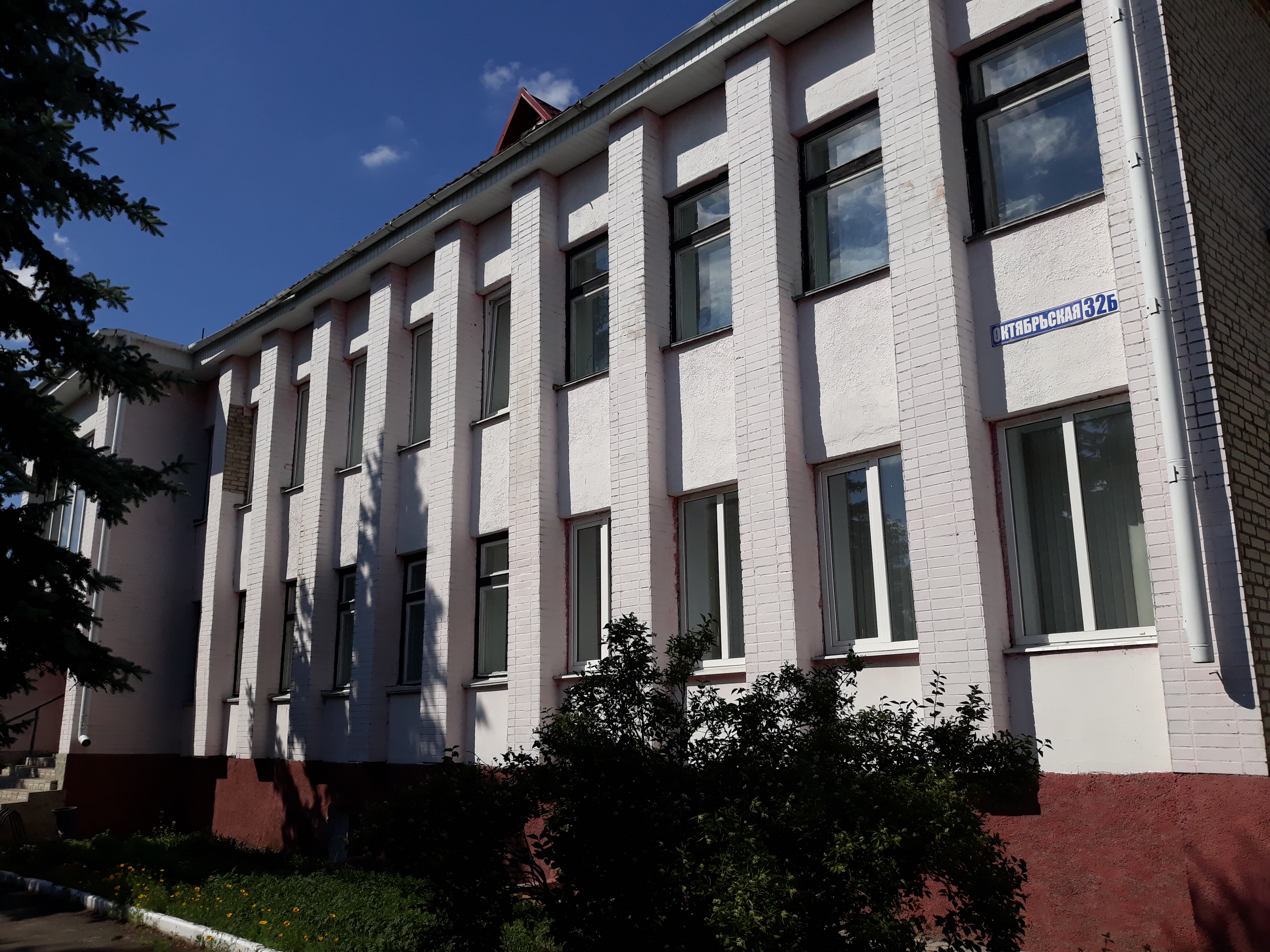
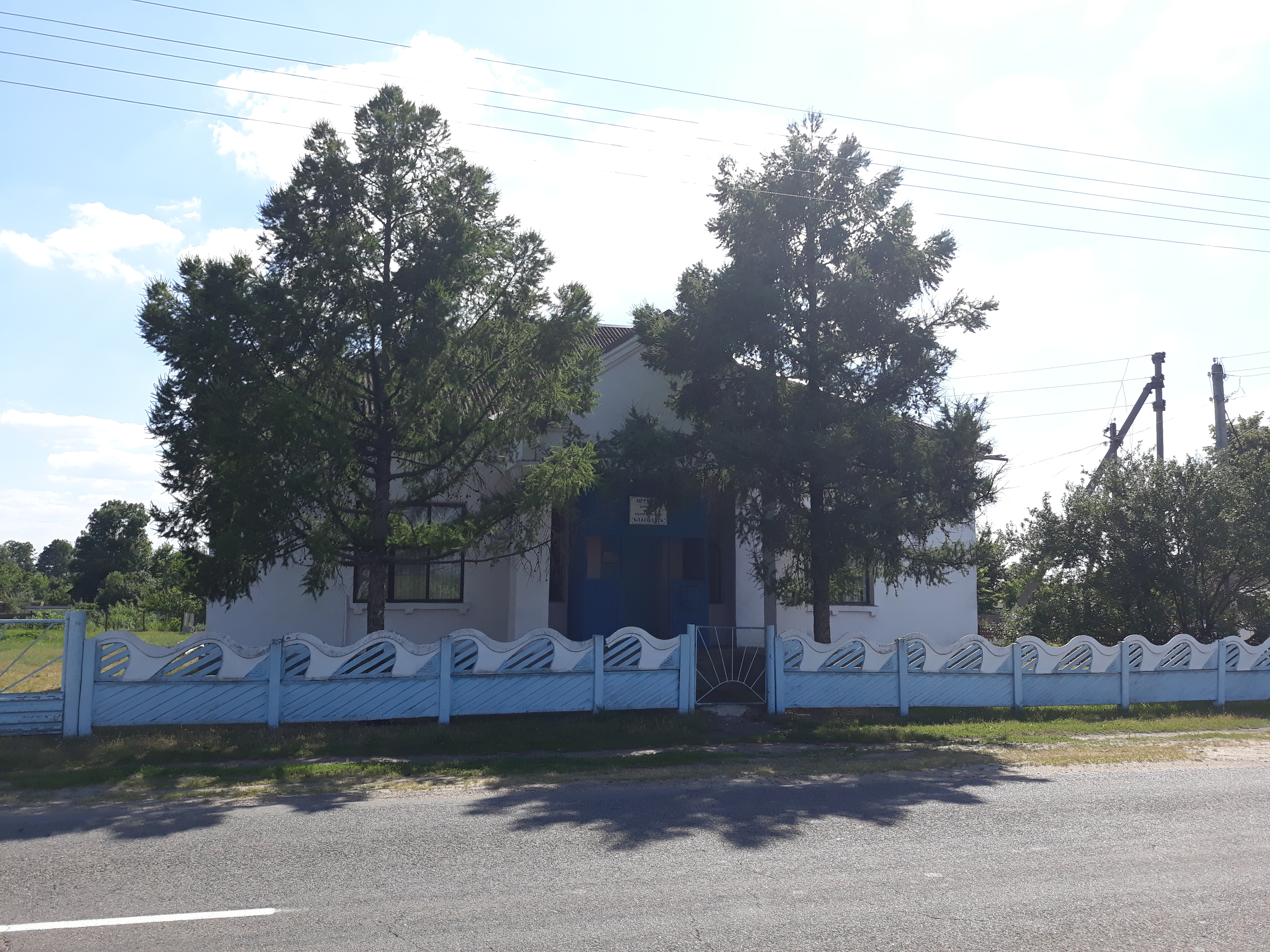
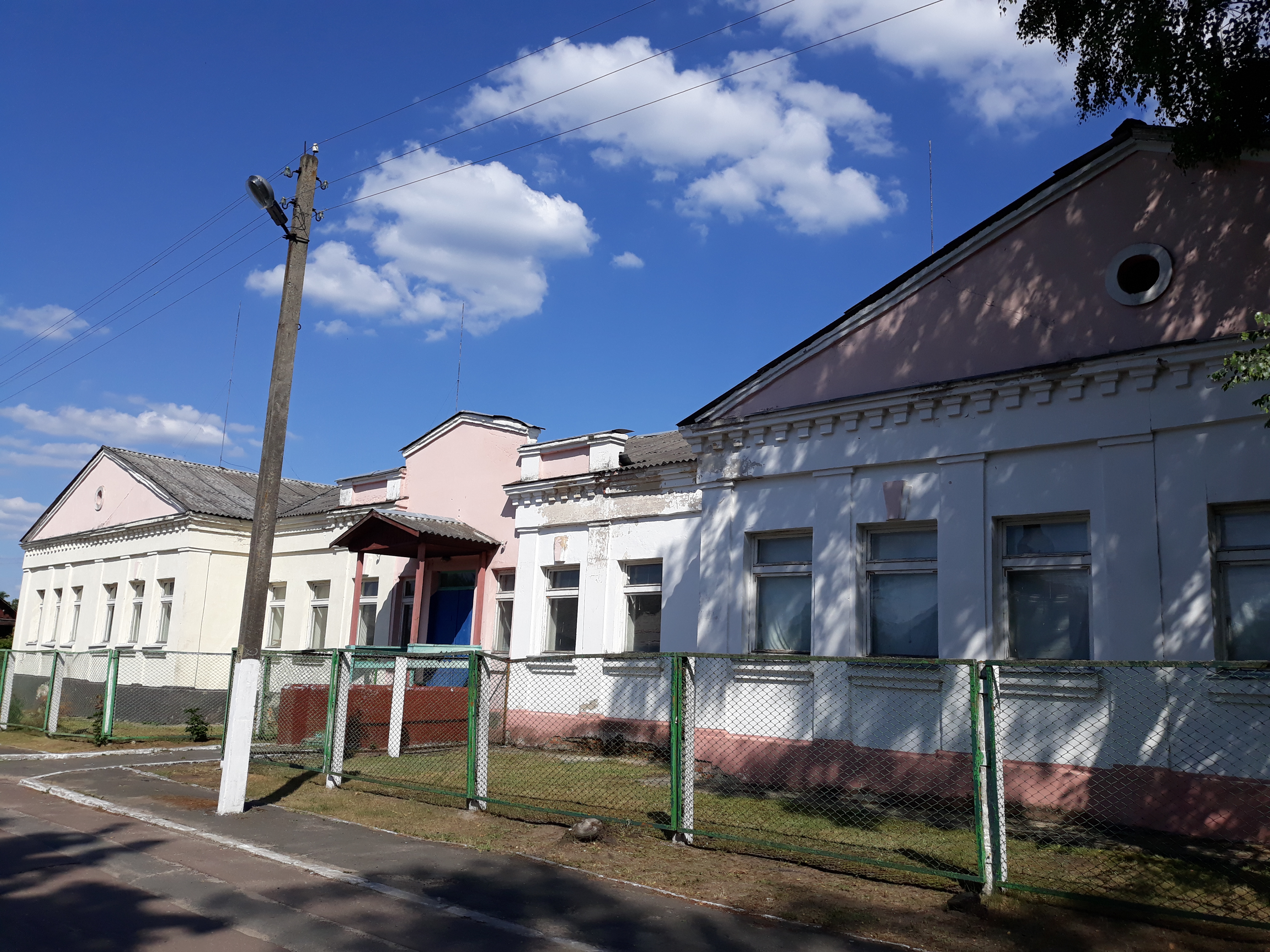
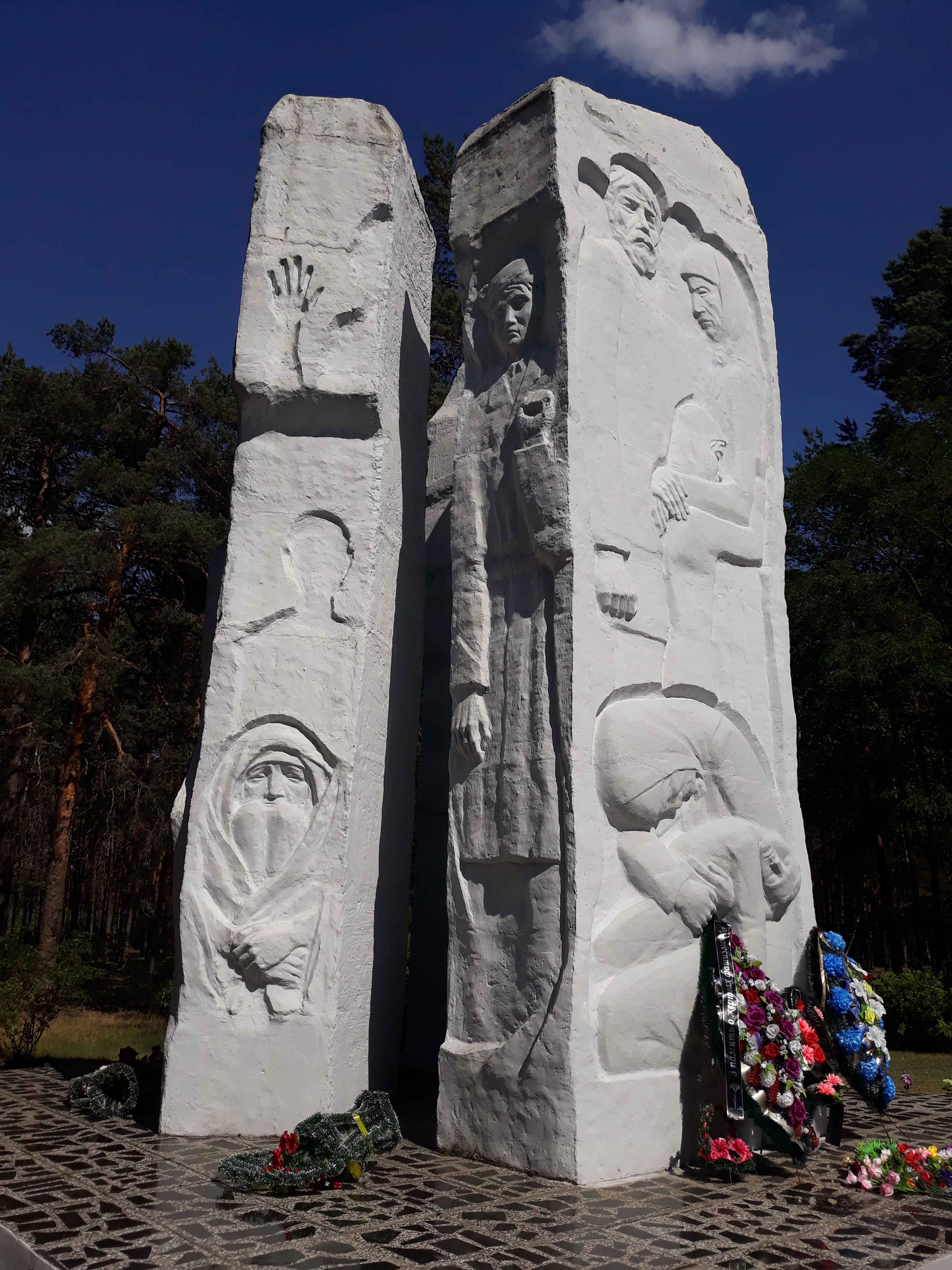
Мемориальный комплекс «Озаричи»
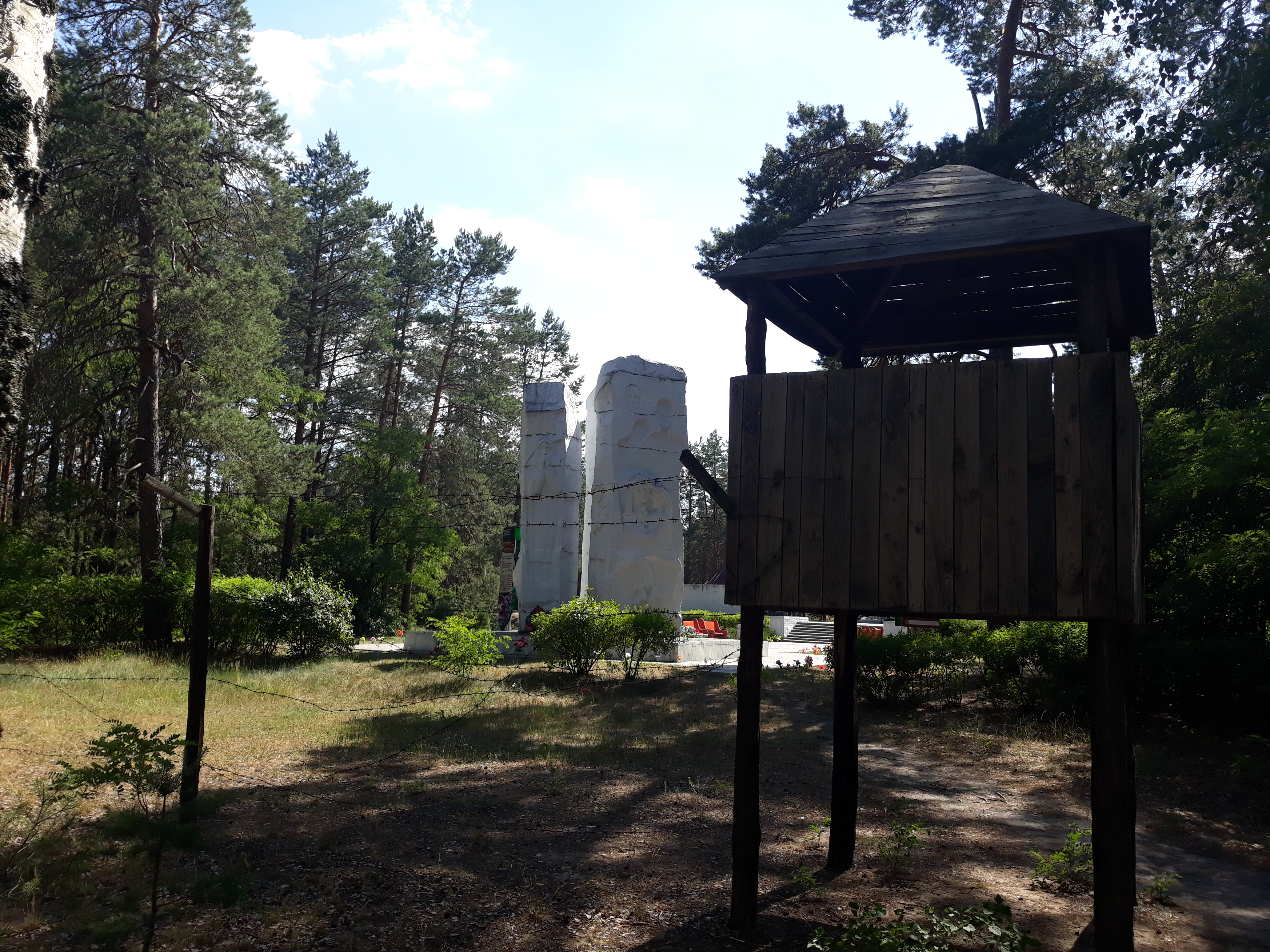
Мемориальный комплекс «Озаричи»
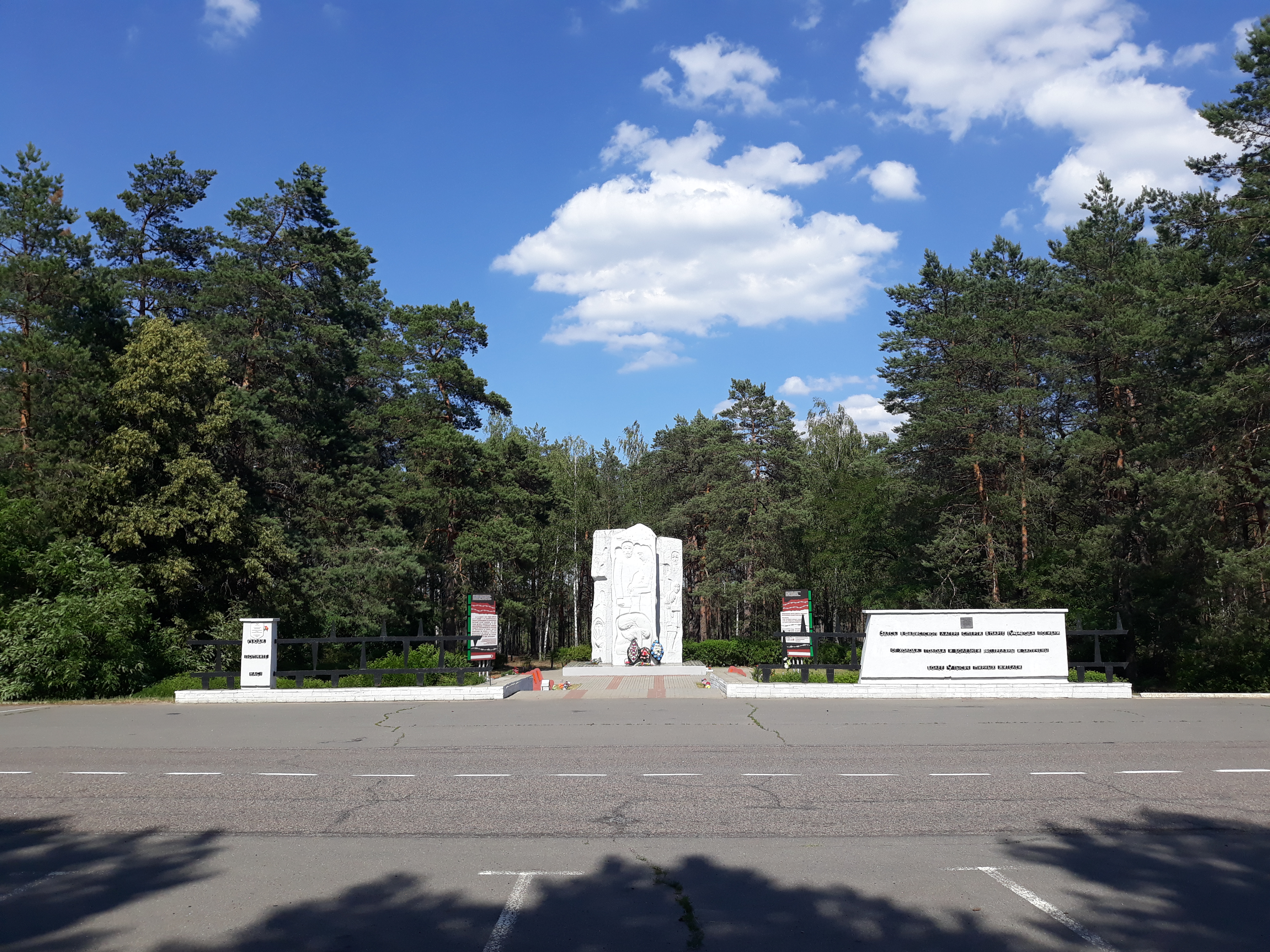
Мемориальный комплекс «Озаричи»
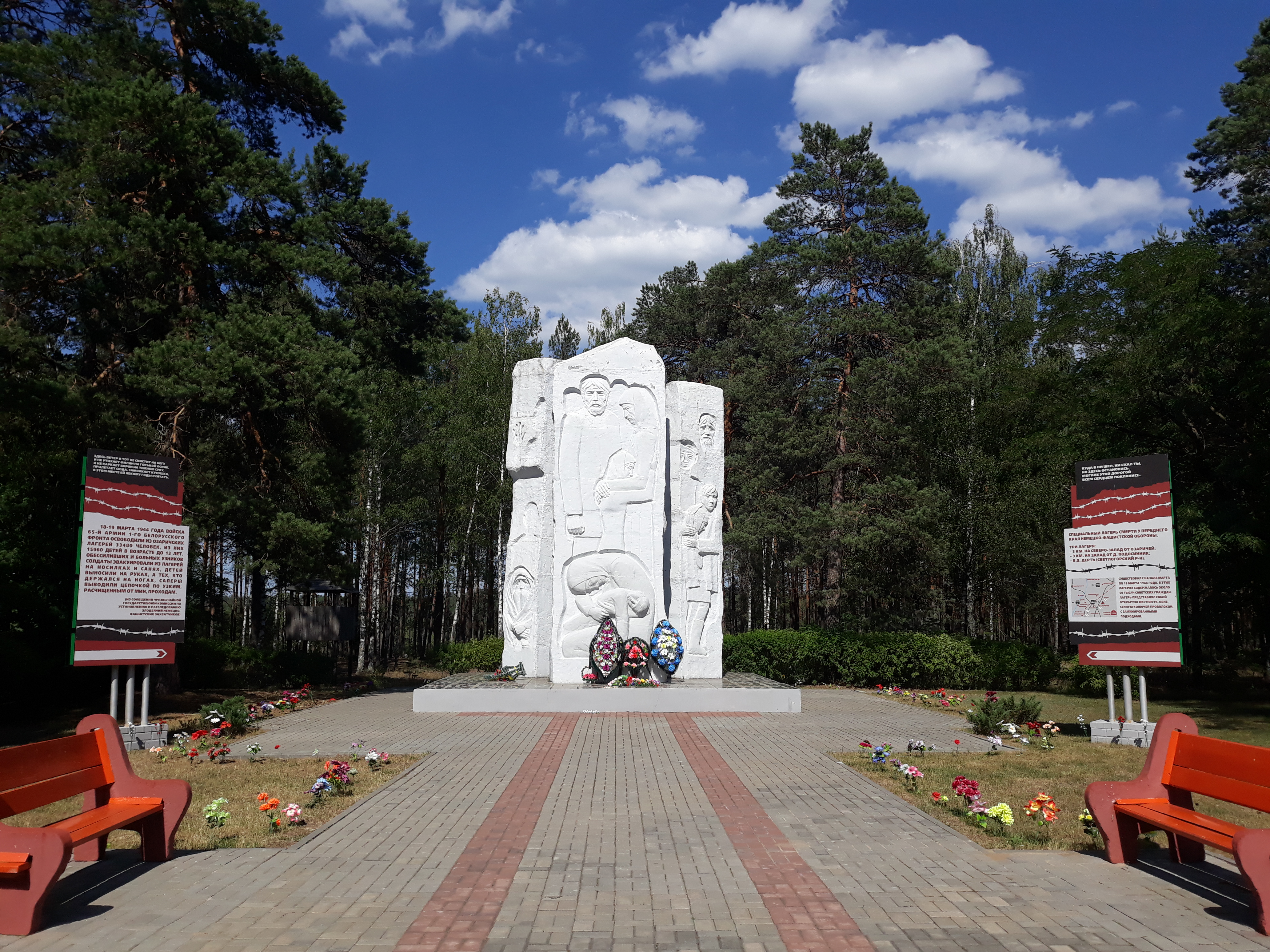
Мемориальный комплекс «Озаричи»
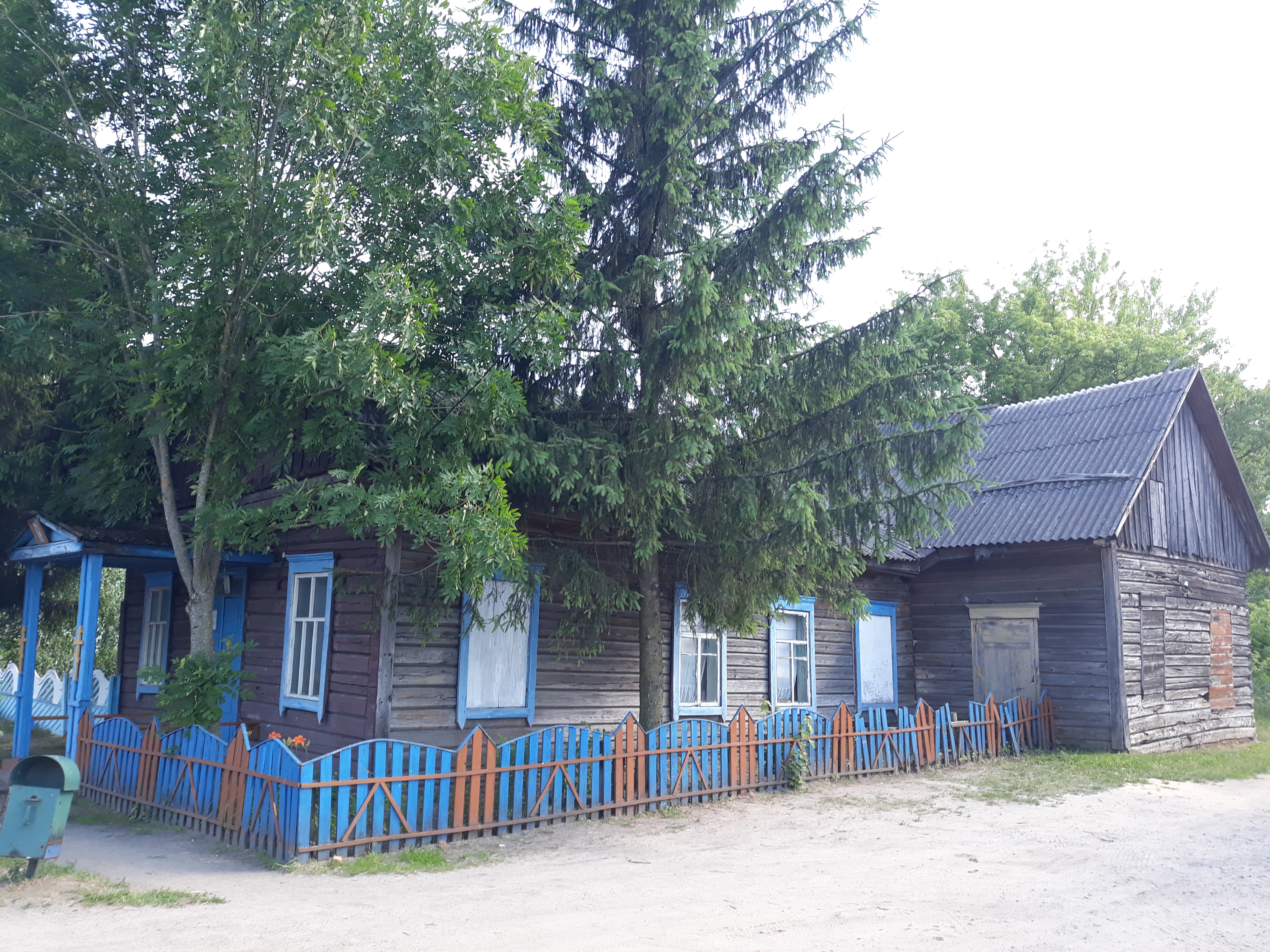
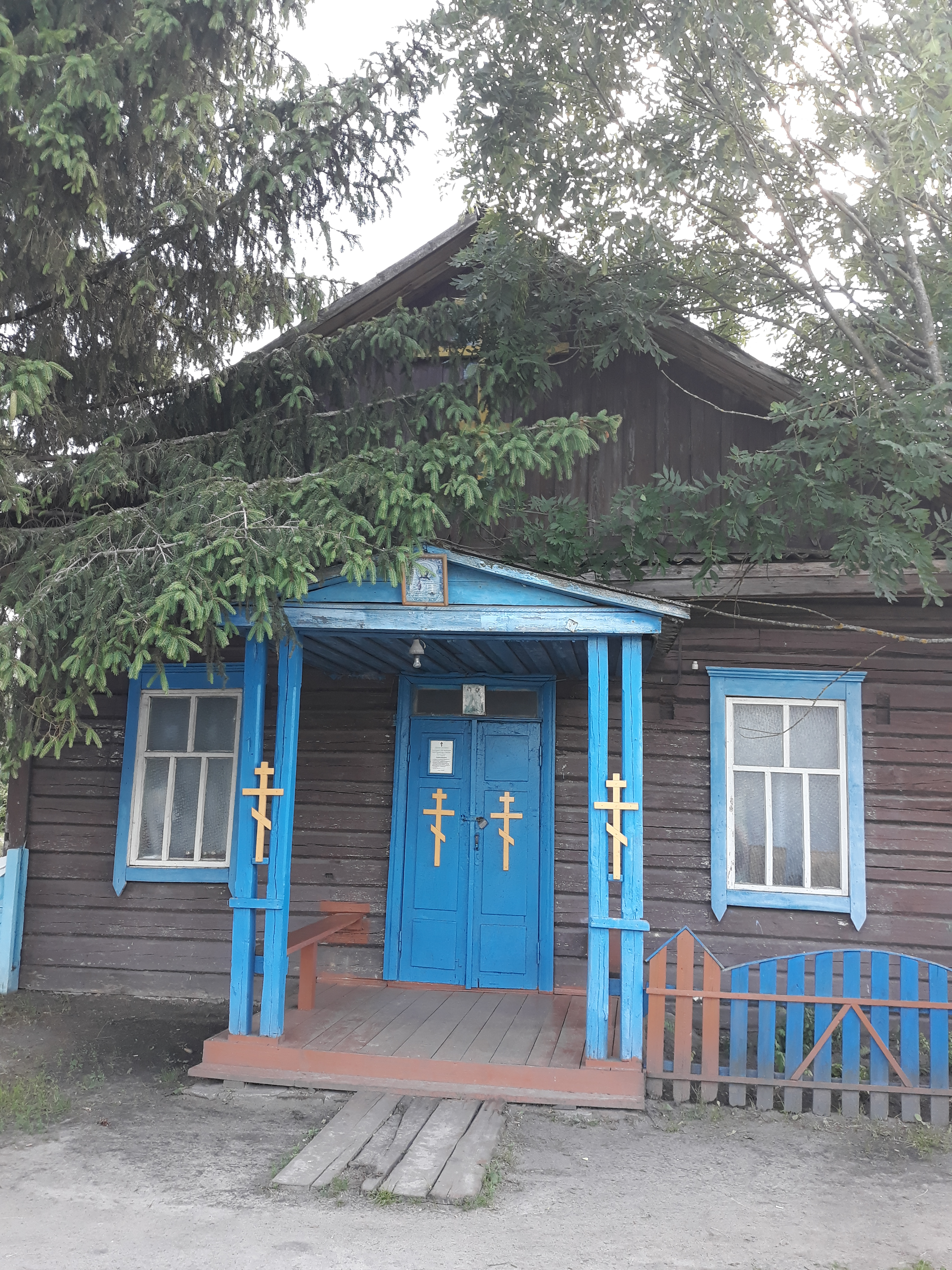
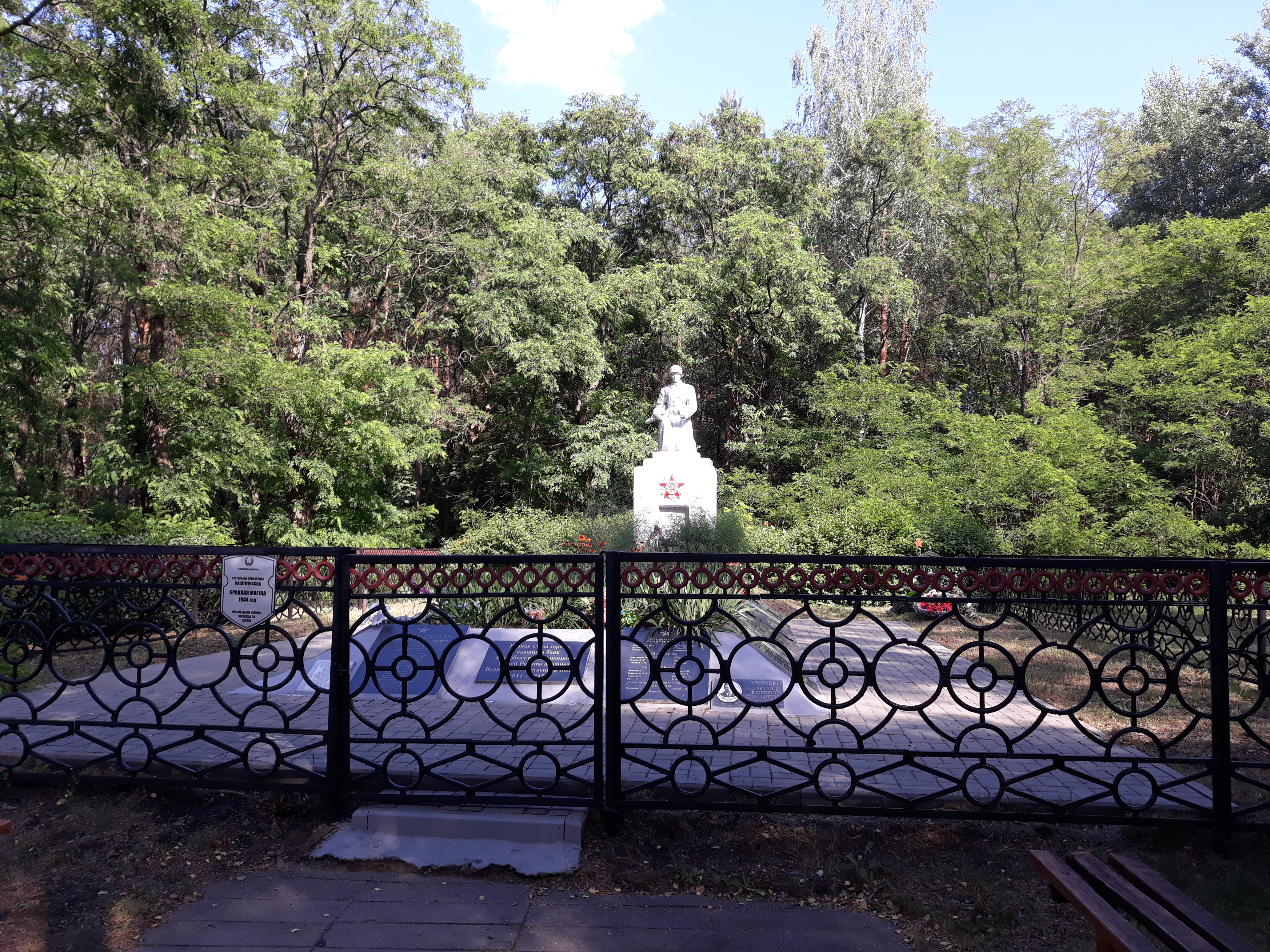
Братская могила

## Известные лица
- Исачёв, Александр Анатольевич — художник.